# Oros Chelmos (Aroania) - Farangi Vouraikou Kai Periochi Kalavryton
Oros Chelmos (Aroania) - Farangi Vouraikou Kai Periochi Kalavryton este o arie protejată (arie de protecție specială avifaunistică — SPA) din Grecia întinsă pe o suprafață de 32.209,7 ha, integral pe uscat.

## Localizare
Centrul sitului Oros Chelmos (Aroania) - Farangi Vouraikou Kai Periochi Kalavryton este situat la coordonatele 37°59′27″N 22°12′15″E / 37.99079°N 22.204163°E.

## Înființare
Situl Oros Chelmos (Aroania) - Farangi Vouraikou Kai Periochi Kalavryton a fost declarat arie de protecție specială avifaunistică în martie 2010 pentru a proteja 31 de specii de animale.

## Biodiversitate
Situată în ecoregiunea mediteraneană, aria protejată nu include niciun habitat protejat.
La baza desemnării sitului se află mai multe specii protejate de  păsări (31): lăcar mare (Acrocephalus arundinaceus), ciocârlie-de-câmp (Alauda arvensis), fâsă-de-câmp (Anthus campestris), buha (Bubo bubo), ciocârlie-cu-degete-scurte (Calandrella brachydactyla), caprimulg (Caprimulgus europaeus), șerpar (Circaetus gallicus), erete vânăt (Circus cyaneus), prepeliță (Coturnix coturnix), ciocănitoare cu spate alb (Dendrocopos leucotos), presură de grădină (Emberiza hortulana), șoim de iarnă (Falco columbarius), Falco eleonorae, șoim călător (Falco peregrinus), vânturel de seară (Falco vespertinus), becațină comună (Gallinago gallinago), stârc pitic (Ixobrychus minutus), sfrâncioc roșiatic (Lanius collurio), sfrânciocul cu frunte neagră (Lanius minor), sfrâncioc cu cap roșu (Lanius senator), Leiopicus medius, ciocârlie de pădure (Lullula arborea), codobatura galbenă (Motacilla flava), pietrar sur (Oenanthe oenanthe), grangur (Oriolus oriolus), viespar (Pernis apivorus), turturică (Streptopelia turtur), Sylvia hortensis, fluierar de mlaștină (Tringa glareola), fluierarul de zăvoi (Tringa ochropus), pupăză (Upupa epops)
Pe lângă speciile protejate, pe teritoriul sitului au mai fost identificate 2 specii de păsări.